# 척주로
척주로(Cheokju-ro) 강원특별자치도 삼척시 남양동 우체국앞사거리에서 삼척시 정라동 정상삼거리를 이어주는 도로이다.

## 주요 경유지
강원특별자치도
- 삼척시 (남양동 . 정라동)

## 노선
| 이름                 | 접속 노선               | 소재지 | 소재지 | 비고 |
| -------------------- | ----------------------- | ------ | ------ | ---- |
| 우체국앞사거리       | 진주로                  | 삼척시 | 남양동 |      |
| 중앙로사거리         | 중앙로                  | 삼척시 | 남양동 |      |
| 동두고개굴다리사거리 | 봉황로                  | 삼척시 | 남양동 |      |
| 정상삼거리           | 국도 제7호선 (동해대로) | 삼척시 | 정라동 |      |

## 주요 건물 및 시설
- 아성다이소 삼척점 (척주로 10/남양동 33-3)
- 아디다스 삼척점 (척주로 14/남양동 33-2)
- 공차 삼척점 (척주로 16/남양동 33-1)
- 농협 삼척시지부 (척주로 19/남양동 23-5)
- KB국민은행 삼척지점 (척주로 20/남양동 326-4)
- 삼척시보건소 (척주로 76/남양동 347-4)